# Сера до Еспинясо
Сера до Еспинясо (на португалски: Serra do Espinhaço) е дълга около 650 km планинска система от остатъчни масиви и възвишения, разположени в източната част на Бразилското плато, в Бразилия, щата Минас Жерайс. Името на планината е дадено от немски геолог, който я изследва през 19 век. Простира се между 15° и 21° ю.ш., покрай десния бряг на горното течение на река Сао Франсиско. Геоложкият ѝ стоеж е представен от показващи се на повърхността метаморфни скали (предимно кварцити), внедрени в нагънатата система на западния край на Атлантическия щит. Най-високата ѝ точка е връх Сол 2072 m. Има рудни находища, от които се добиват желязна руда (Итабира), злато, магнезий, боксити и диаманти. Източните ѝ склонове са заети от временно влажни тропически гори, а западните – предимно от сухолюбиви храсти.
През 2005 г. е обявена от ЮНЕСКО за биосферен резерват.